# Yahoo! Barra de Ferramentas
Yahoo! Barra de Ferramentas (em inglês, Yahoo! Toolbar) é um recurso disponibilizado pelo Yahoo! ao usuário que deseja ter mais facilidade de acesso ao seu e-mail, à previsão do tempo, notícias e etc. diretamente do seu navegador da Web.

## Descrição e compatibilidade
O download da barra de ferramentas é gratuito. Após o usuário ter instalado o recurso em sua máquina, poderá personalizá-la conforme a sua relevância; realizar buscas mais precisas desenvolvidas pelo Yahoo! Cadê?, além de navegar em segurança com o recurso anti-spy e bloqueador de pop-up.
O Yahoo! Barra de Ferramentas não é compatível com todos os navegadores da Web. Só pode ser instalado em:
- Windows 2000 ou superior
- Internet Explorer 6.0 ou superior
- Mozilla Firefox 2.0 ou superior